# Puerto Rico
Puerto Rico és un territori no incorporat dels Estats Units d'Amèrica, a l'Amèrica Central. L'illa de Puerto Rico, el nom arawak original de la qual era Borikén (en castellà Borinquen), és la més petita i la més oriental de les Grans Antilles i està situada entre l'oceà Atlàntic al nord i el mar Carib al sud. A l'oest, el pas de la Mona el separa de la República Dominicana, i a l'est el pas de les Verges el separa de les illes Verges Nord-americanes.
L'extensió total és de 9.104 km² i la població és de 3.957.988 habitants (2002).
L'estat de Puerto Rico inclou l'illa principal (muntanyosa, amb una altura màxima de 1.338 m al Cerro de Punta) i un bon nombre d'illes i illots petits, les més importants de les quals són les de Mona (deshabitada), Vieques i Culebra.
La capital és San Juan, amb uns 422.000 habitants, i dins la seva aglomeració urbana s'hi troben grans nuclis com Bayamón i Carolina, totes dues amb més de cent mil habitants. La segona ciutat de l'illa és Ponce, amb 180.000 habitants.
El 1991, després que les seves autoritats haguessin declarat el castellà com a llengua oficial, "el poble de Puerto Rico" fou guardonat amb el Premi Príncep d'Astúries de les Lletres.
El governador de Puerto Rico demana al Departament de Justícia que reconsideri la postura sobre el plebiscit de l'estat.

## Etimologia
Puerto Rico vol dir "port ric". Els porto-riquenys sovint anomenen l'illa Borinquén, una derivació de Borikén, el seu nom indígena taïnos, que significa "Terra del Senyor Valent". Els termes boricua i borincano s'utilitzen habitualment per identificar algú d'herència porto-riquenya, i deriven de Borikén i Borinquen respectivament. L'illa també és coneguda popularment en castellà com "la isla del encanto".
Colom va anomenar a l'illa San Juan Bautista, en honor a Sant Joan Baptista, mentre que la capital va rebre el nom Ciudad de Puerto Rico. Finalment, els comerciants i altres visitants marítims van arribar a referir-se a tota l'illa com a Puerto Rico, mentre que San Juan es va convertir en el nom utilitzat per al principal port comercial i per la capital. 
El nom de l'illa va ser canviat per Porto Rico pels Estats Units després del Tractat de París de 1898. El nom anglicitzat va ser utilitzat pel govern dels EUA i les empreses privades. El nom va ser canviat de nou a Puerto Rico el 1931 per una resolució conjunta al Congrés presentada per Félix Córdova Dávila. 
El nom oficial de l'entitat en castellà és Estado Libre Asociado de Puerto Rico, mentre que el seu nom oficial en anglès és Commonwealth of Puerto Rico.

## Història
Antiga colònia espanyola, arran de la guerra Hispanoamericana de 1898 els Estats Units van envair l'illa. El 1952 Puerto Rico va adoptar una constitució en què es declarava Estat Lliure Associat als Estats Units d'Amèrica. El Congrés nord-americà no accepta la traducció literal, ja que tècnicament no el considera un estat associat, sinó un territori organitzat amb unes relacions especials. La denominació en anglès és Commonwealth of Puerto Rico. Des d'aleshores s'han fet uns quants referèndums per decidir l'estatus de l'illa: fins ara sempre ha guanyat l'opció de quedar-se com a estat lliure associat, davant les altres dues opcions de convertir-se en un estat més dels Estats Units o bé de declarar la independència.

## Govern i política
Puerto Rico té 8 districtes senatorials, 40 districtes per la Càmara de Representants i 78 municipis. Té una forma de govern republicana amb separació de poders subjecta a la jurisdicció i sobirania dels Estats Units. Els seus poders actuals estan delegats pel Congrés dels Estats Units i sota la Constitució dels Estats Units. El cap d'estat de Puerto Rico és el President dels Estats Units.
El govern de Puerto Rico, basat en una forma republicana està compost per tres branques: l'executiva, legislativa i la judicial. L'executiva està encapçalada pel Governador de Puerto Rico, actualment Pedro Pierluisi Urrutia (2021). La branca legislativa consisteix en una legislatura bicameral anomenada Assemblea Legislativa, formada pel Senat, com la seva cambra alta, i la Cambra de Representants, com la seva cambra baixa. El Senat està encapçalat pel President del Senat, actualment José Luis Dalmau (2021), mentre que la Cambra de Representants està presidida pel speaker, actualment Rafael Hernández Montañez (2021). El governador i els legisladors són elegits per votació popular cada quatre anys, les darreres eleccions es van fer el novembre de 2012.

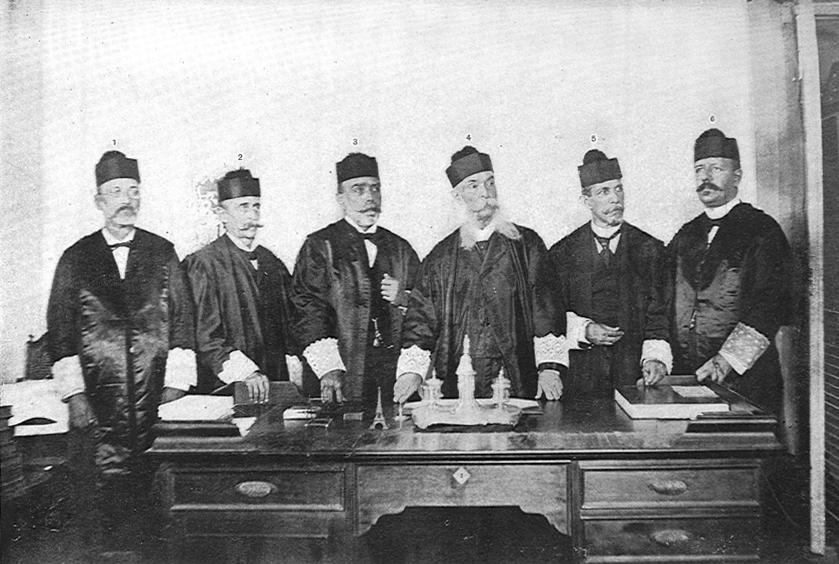
El Primer Tribunal Suprem de Puerto Rico, nomenat de conformitat amb la Llei Foraker.

El poder judicial de Puerto Rico està encapçalat pel President del Tribunal Suprem de Puerto Rico, actualment Liana Fiol Matta. Els membres de la branca judicial son elegits pel governador, amb el consell i consentiment del Senat.
Puerto Rico està representat en el Congrés dels Estats Units per un Delegat sense vot, anomenat el Comissionat Resident de Puerto Rico, actualment Pedro Pierluisi. Els congressistes actuals Americans han eliminat la possibilitat que el Comissionat Resident pugui votar en la Comissió Plenària, però sí que pot votar en cada comitè.
Les eleccions de Puerto Rico són dirigides per la Comissió Federal d'Eleccions i la Comissió Estatal d'Eleccions de Puerto Rico. Mentre resideixen a Puerto Rico, els porto-riquenys no poden votar en les eleccions presidencials dels Estats Units però si que poden votar en les primàries a la Presidència dels EUA. Els porto-riquenys que es converteixen en residents d'un Estat dels EUA poden votar en les eleccions presidencials.
Puerto Rico és amfitrió de consolats de 41 països, principalment d'Amèrica i Europa, la majoria d'ells ubicats a San Juan. Com a territori no incorporat dels Estats Units, Puerto Rico no disposa de departaments administratius de primer nivell i té 78 municipis de segon nivell. L'Illa de Mona no és un municipi sinó que pertany al municipi de Mayagüez.
Els municipis estan dividits en barris i aquests en sectors. Cada municipi disposa d'un alcalde i una legislatura municipal elegida per un termini de quatre anys. El municipi de San Juan va ser fundat el primer, l'any 1521, San Germán el 1570, Coamo el 1579, Arecibo el 1614, Aguada el 1692 i Ponce el 1692. Un augment de la immigració va ocasionar la fundació de 30 nous municipis en el segle segle xviii i de 34 en el segle segle xix. Sis van ser fundats en el segle segle xx; el darrer va ser Florida l'any 1971.

### Cultura política
Des de 1952, Puerto Rico té tres partits polítics principals: el Partit Popular Democràtic (PPD), el Partit Nou Progressista (PNP) i el Partit Independentista Porto-riqueny (PIP). Aquests tres partits defensen models diferents de futur per Puerto Rico: el PPD vol mantenir l'illa en estatus d'assocació amb els EUA com a territori lliure associat (commonwealth), el PNP vol que Puerto Rico es converteixi en el 51è estat dels EUA i el PIP vol l'establiment d'un estat sobirà i república independent.
El 2007, el Partit dels Porto-riquenys per Puerto Rico (PPR) fou creat per dirigir els problemes de l'illa des d'una posició neutral respecte al seu estatus. A les eleccions generals de 2008 no va arribar a aconseguir el nombre necessari de vots per a continuar com a partit registrat. Altres partits no registrats inclouen el Partit de Nacionalistes de Puerto Rico, el Moviment Socialista de Treballadors i el Moviment Independentista Nacional Hostosiano.

### Organització territorial
L'organització territorial de Puerto Rico està basada en els municipis. N'hi ha 78 i tenen una funció semblant als counties dels Estats Units.

## Economia
L'economia de Puerto Rico depèn del fet que l'illa és una important destinació turística, i també hi són rellevants la indústria farmacèutica, la manufacturera i la de noves tecnologies.

## Demografia

### Distribució de la població
La ciutat més poblada és la capital, San Juan, amb aproximadament 395.326 persones. Altres ciutats importants en població són Bayamón, Carolina, Ponce, i Caguas. De les 10 ciutats més poblades, vuit estan ubicades en la Zona metropolitana San Juan-Caguas-Guaynabo, mentre les altres dues estan al sud ([Àrea metropolitana de Ponce i a l'oest a l'Àrea metropolitana de Mayagüez de l'illa.